# Lijst van burgemeesters van Wormerveer
Dit is een lijst van burgemeesters van de voormalige Nederlandse gemeente Wormerveer in de provincie Noord-Holland van 1811 tot 1974. Op 1 januari 1974 ging de gemeente Wormerveer op in de gemeente Zaanstad.
| Ambtsperiode | Naam burgemeester                                         | Partij of stroming | Bijzonderheden                                                                              |
| ------------ | --------------------------------------------------------- | ------------------ | ------------------------------------------------------------------------------------------- |
| 1811 - 1843  | Cornelis Prins                                            |                    |                                                                                             |
| 1844 - 1852  | Pieter van Gelder                                         |                    |                                                                                             |
| 1852 - 1856  | Jan Cornelisz Dekker                                      |                    |                                                                                             |
| 1856 - 1864  | mr. Meindert Donker                                       |                    |                                                                                             |
| 1864 - 1865  | Pieter Prins                                              |                    |                                                                                             |
| 1865 - 1867  | Jan Kouwer                                                |                    |                                                                                             |
| 1867 - 1869  | Cornelis Snaterse                                         |                    |                                                                                             |
| 1869 - 1876  | C.P. (Carel Philip) Metelerkamp (1843-1895)               |                    | waarnemend, ook burgemeester van Westzaan                                                   |
| 1876 - 1879  | H.J. Versteeg (1842-1919)                                 |                    | ook burgemeester van Westzaan, later burgemeester van Zaandam                               |
| 1879 - 1887  | jhr. Joachim Karel Vegelin van Claerbergen                |                    |                                                                                             |
| 1887 - 1895  | mr.dr. Hendrik Johan Christiaan van Tienen                |                    |                                                                                             |
| 1895 - 1898  | jhr. Henri François Schuurbeque Boeije                    |                    |                                                                                             |
| 1898 - 1900  | Willem Johan van Erpers Roijaards                         |                    |                                                                                             |
| 1900 - 1914  | jhr.mr. Tjaard Anne Marius Albert van Humalda van Eysinga |                    |                                                                                             |
| 1914 - 1934  | Theodoor Cluysenaer                                       |                    |                                                                                             |
| 1934 - 1936  | Dirk Gerrit Draaijer                                      |                    |                                                                                             |
| 1936 - 1944  | Albertus Slager                                           |                    | in 1944 ondergedoken                                                                        |
| 1944 - 1945  | P. de Vries                                               | NSB                | eerst waarnemend, in 1945 burgemeester, ontslag in mei 1945                                 |
| 1945 - 1950  | Albertus Slager                                           |                    | in ere hersteld; van mei 1945 tot 1 augustus 1946 tevens waarnemend burgemeester van Wormer |
| 1950 - 1968  | Johan Carel Lycklama                                      | PvdA / partijloos  |                                                                                             |
| 1968 - 1973  | Rinus (M.J.) Hille                                        | PvdA               |                                                                                             |